# Habenaria longirostris
Habenaria longirostris är en orkidéart som beskrevs av Victor Samuel Summerhayes. Habenaria longirostris ingår i släktet Habenaria och familjen orkidéer. Inga underarter finns listade i Catalogue of Life.